# アセチビブリオ属
アセチビブリオ属 (Acetivibrio) はグラム染色陰性の嫌気性細菌の一属。
湿潤材や豚の胃、汚水処理設備などから分離された。どれも炭水化物を発酵させて酢酸やエタノール、水素分子を生産する。いくつかの種、例えばA. ethanolgignens はセルロース分解能を有しないが、A. cellulolyticusはセルロース、セロビオース及びサリシンを分解することができる。1本から数本の鞭毛を有し、形状は棒状である。

## 種
- Acetivibrio cellulolyticus（タイプ種）
- Acetivibrio ethanolgignens